# イモレイション
イモレイション（Immolation）は、アメリカ合衆国出身のデスメタル・バンド。

## 来歴

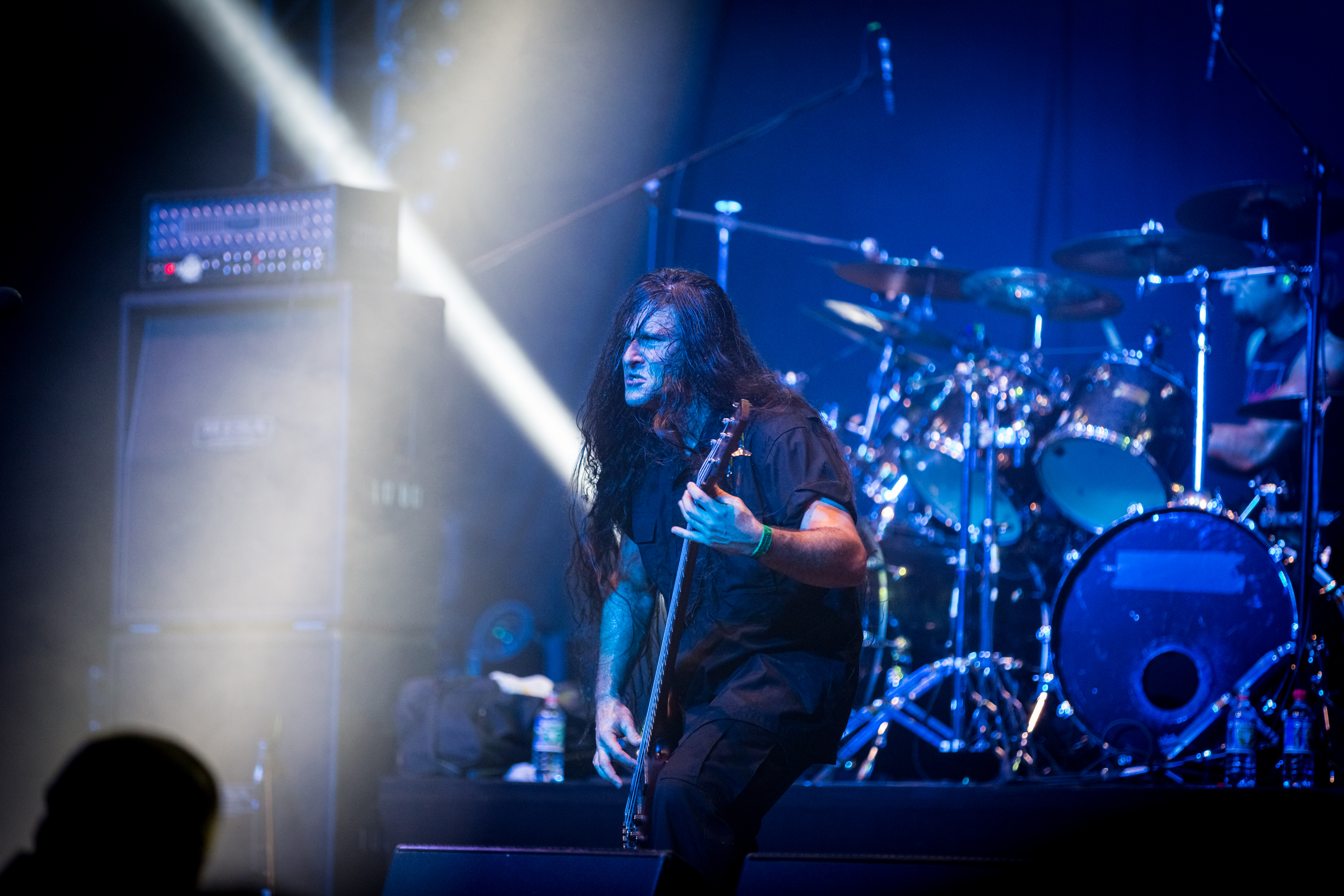
ドイツ・ヴァッケン公演 (2016年8月)

1986年、Andrew SakowiczとDave WilkinsonによってRigor Mortisという名前のバンドが結成される。Warriors of Doomというデモをレコーディングした後、1988年にバンド名をImmolationに変更。ロードランナー・レコードと契約し、1stアルバムDawn of Possessionをリリース。
2001年、バンドはDeranged、Deströyer 666、ディキャピテイテッド、Soul Demiseをサポートアクトに迎え、ヨーロッパでツアーを敢行する。
2008年には、ロッティング・クライスト、ベルフェゴール、Averse Sefiraらとアメリカでツアーを行っている。
2010年、ナイル、クリジウン、Rose Funeral、Dreaming Deadとツアーを行う。8thアルバム『Majesty and Decay』をリリース。
2013年、9thアルバム『Kingdom of Conspiracy』をリリース。

## 歌詞
Dawn of PossessionからUnholy Cultまでの歌詞は主に反宗教、特に反キリストをテーマにしている 。Harnessing Ruinからは政治などの他の話題にも触れている。

## メンバー

### 現ラインナップ
- ロス・ドラン (Ross Dolan) - ボーカル/ベース (1988- )
- ロバート・ヴィグナ (Robert Vigna) - ギター (1988- )
- アレックス・ボウクス (Alex Bouks) - ギター (2016- )
- スティーヴ・シャラティ (Steve Shalaty) - ドラムス (2003- )

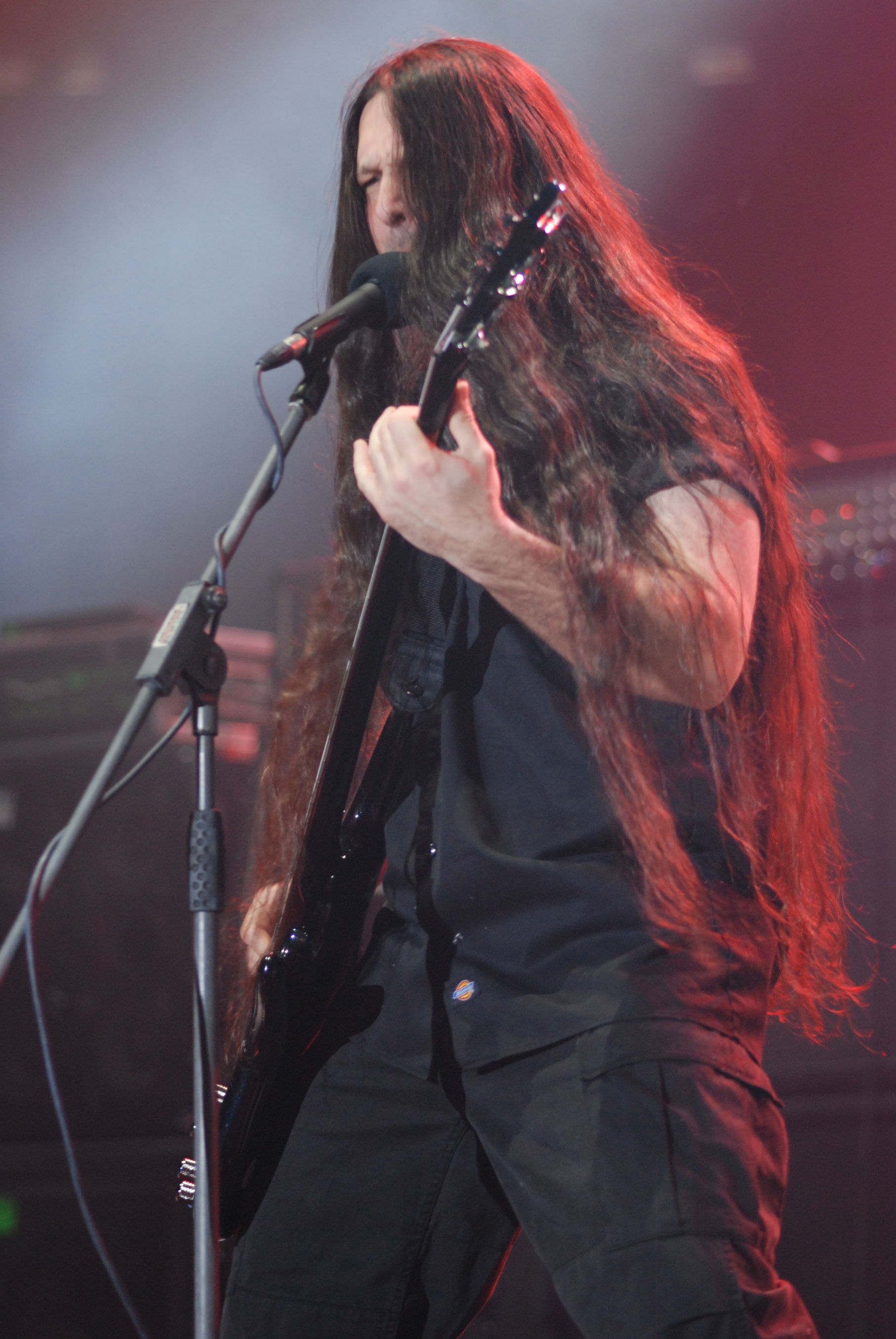
ロス・ドラン(Vo/B) 2008年

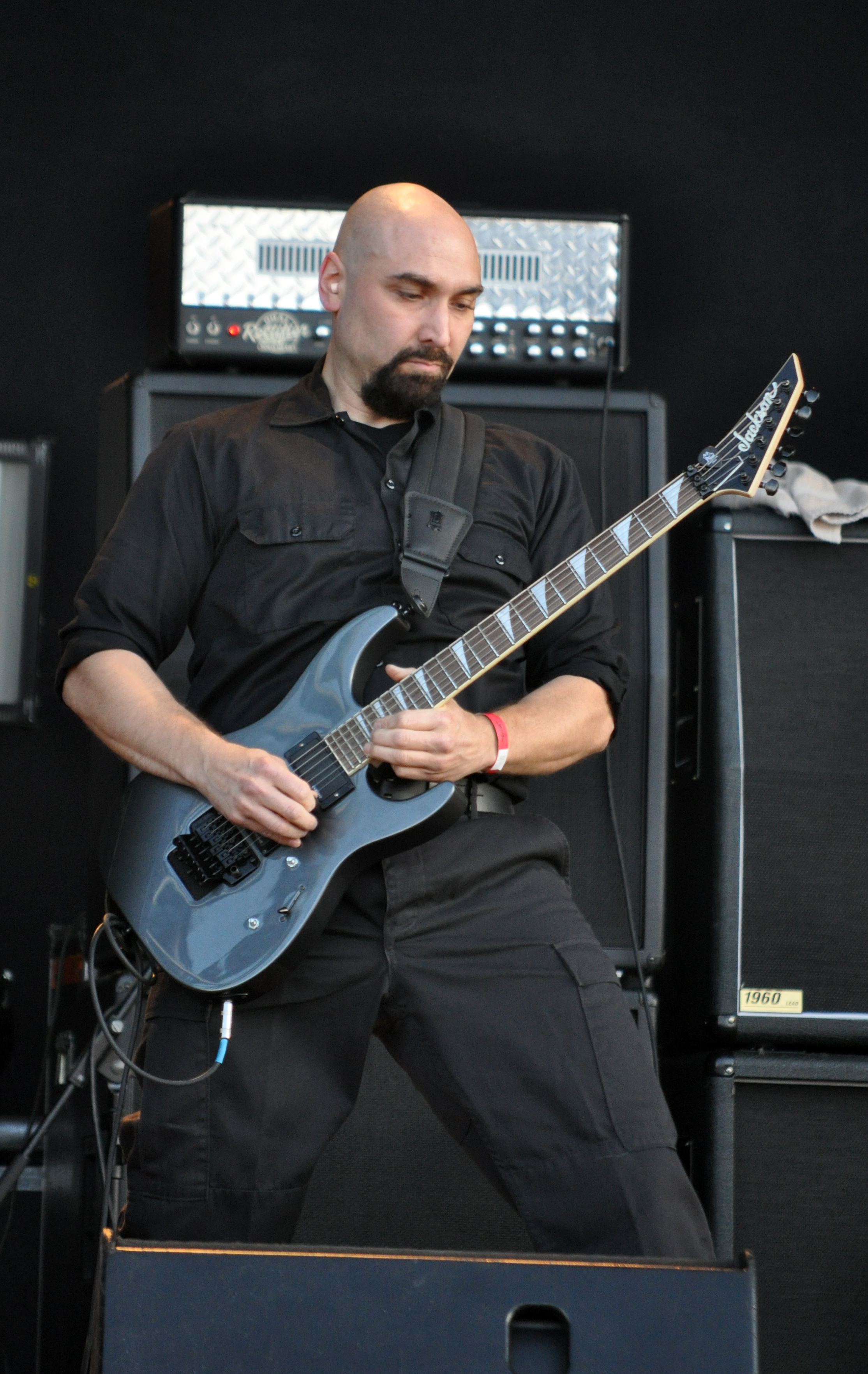
ロバート・ヴィグナ(G) 2008年

|  |  |  |

### 旧メンバー
- トーマス・ウィルキンソン (Thomas Wilkinson) - ギター (1988-2001)
- ビル・テイラー (Bill Taylor) - ギター (2001-2016)
- ニール・ボバック (Neal Boback) - ドラムス (1988-1989)
- クレイグ・スミロースキー (Craig Smilowski) - ドラムス (1989-1996)
- アレックス・ヘルナンデス (Alex Hernandez) - ドラムス (1996-2003)

## ディスコグラフィ

### スタジオアルバム
- 1991年 - Dawn of Possession
- 1996年 - Here in After
- 1999年 - Failures for Gods
- 2000年 - Close to a World Below
- 2002年 - Unholy Cult
- 2005年 - Harnessing Ruin
- 2007年 - Shadows in the Light
- 2010年 - Majesty and Decay
- 2013年 - Kingdom of Conspiracy
- 2017年 - Atonement
- 2022年 - Acts Of God